# Hayley McKelvey
Hayley McKelvey, född 11 mars 1996 i British Columbia, är en kanadensisk vattenpolospelare som ingick i Kanadas damlandslag i vattenpolo vid olympiska sommarspelen 2020 och 2024. Hon tog silver vid panamerikanska spelen 2019 och 2023.
Under studietiden vid University of Southern California spelade hon för USC Trojans vattenpololag.